# ماهی کت‌چرمی دم‌جارویی
ماهی کت‌چرمی دم‌جارویی(نام علمی: Aluterus scriptus) نام یک گونه از تیره سوهان‌ماهی است.